# Paulo Roberto Gonzaga
Paulo Roberto Gonzaga, meglio noto come Paulinho (Blumenau, 26 gennaio 1989), è un ex calciatore brasiliano, di ruolo centrocampista.

## Carriera
Ha giocato nella massima serie dei campionati brasiliano e giapponese.

## Palmarès

### Club

#### Competizioni nazionali
- Campeonato Brasileiro Série B: 1

Vasco da Gama: 2009
- J2 League: 1

Matsumoto Yamaga: 2018